# Kinyongia carpenteri
Kinyongia carpenteri är en ödleart som beskrevs av  Parker 1929. Kinyongia carpenteri ingår i släktet Kinyongia och familjen kameleonter. Inga underarter finns listade.
Denna kameleont förekommer i Ruwenzoribergens nationalpark i östra Kongo-Kinshasa och Uganda. Den lever i bergstrakter mellan 1700 och 2300 meter över havet. Exemplaren vistas i fuktiga bergsskogar. Angående fortplantningssättet finns motstridiga uppgifter.
Flera exemplar dödas av vidskepliga människor. Beståndet hotas även av störningar i skogen. IUCN listar arten som nära hotad (NT).